# Самопливний гідравлічний транспорт

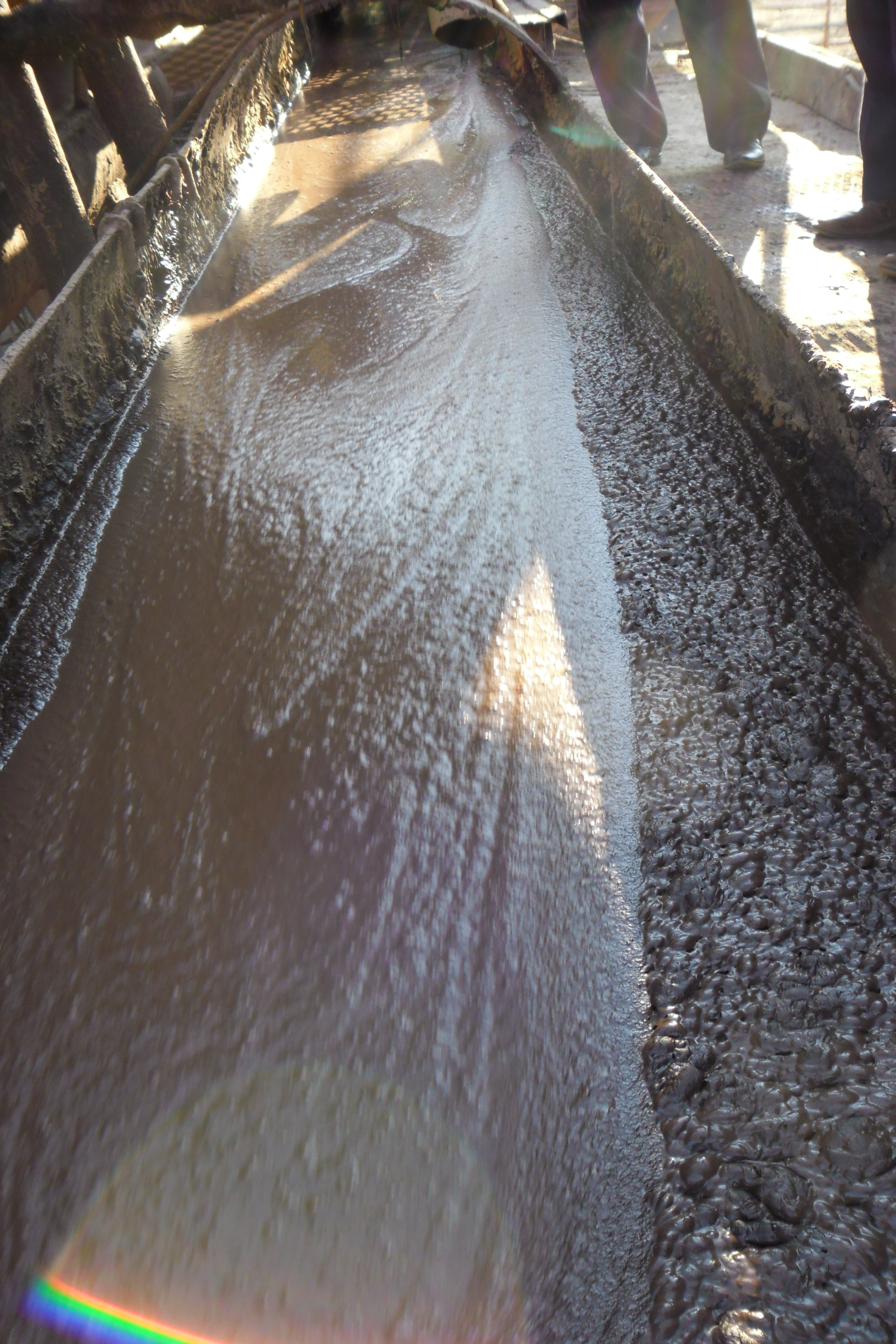
Самопливний транспорт бурового розчину у жолобі. Поверхневий комплекс бурової свердловини.

Гідравлічний транспорт самопливний (рос.гидравлический транспорт самотечный (безнапорный), англ. gravity flow hydrotransport, нім. hydraulische Förderung f auf Gefälle n) — переміщення гідросуміші по трубах при наявності вільної поверхні, або в каналах та жолобах, яке здійснюється під впливом природного напору.
Протилежне: Напірний гідравлічний транспорт.

## Загальний опис
Самопливний гідравлічний транспорт — різновид транспорту, який здійснюється по похилих поверхнях та вертикальних виробках під дією гравітаційних сил. Самопливний транспорт широко використовують на вугільних шахтах, рудниках, збагачувальних фабриках. Самопливне транспортування матеріалу здійснюється по ґрунту або по спеціальних провідниках (настилах, жолобах, трубах, каскадних та ґвинтових спусках тощо). Залежно від умов (властивості провідника та матеріалу, що транспортується, кут нахилу транспортування) вантаж може переміщуватись ковзанням, стрибкоподібно або вільним падінням.
Самопливний гідротранспорт — це найбільш продуктивний, малогабаритний та безпечний вид транспорту, став якого прокладають з похилом не менше 3 %. Порівняння економічної ефективності самопливного гідротранспорту з автомобільним, залізничним та конвеєрним свідчить про його безумовну перевагу.
Широке застосування самопливного транспорту обумовлене такими перевагами, як легкість нарощування траси жолобів, простість з'єднання окремих жолобів, менша вага і менша вартість одного лінійного метра жолобового ставу у порівнянні з напірним гідротранспортом, можливість швидкого виявлення закупорок та відносна легкість розбутовування жолобів.
До недоліків самопливного гідротранспорту слід віднести відсутність засобів стабілізації продуктивності системи, забутовування жолобів внаслідок попадання до них сторонніх предметів та великих грудок транспортованого матеріалу, витік транспортної води через відсутність герметизації на стиках жолобів та підвищений знос жолобів.
Зменшення гідроабразивного зношування жолобів забезпечується покриттям емал-лю та футеруванням зносостійкими матеріалами (керамічною плиткою, кам'яним литтям, склом, тощо). Найбільше розповсюдження знайшли жолоби трапецієподібної форми, які складаються з окремих ланок довжиною до 1,5 м. Застосовують жолоби при похилу ґрунту не більше 15 — 20˚. При більшому похилі застосовують труби.
В таблиці наведено мінімальні кути нахилу площини, при яких можливий самопливний транспорт.
Рекомендовані параметри самопливного гідротранспорту.
| Матеріал           | Тип жолобів                                       | Тип жолобів            | Тип жолобів                                       | Тип жолобів           |
| Матеріал           | Металеві                                          | Металеві               | Емальовані                                        | Емальовані            |
| Матеріал           | Глибина потоку перед введенням твердого матеріалу | Похил                  | Глибина потоку перед введенням твердого матеріалу | Похил                 |
| Вугілля 0 – 250 мм | 40 – 50 ммТ: Р =1:4,5                             | 0,05Т: Р =1:4,5        | 40 – 45 ммТ: Р = 1:3                              | 0,02– 0,03Т: Р = 1:3  |
| Порода0 – 250 мм   | 60 – 75 ммТ: Р = 1:15                             | 0,07 – 0,08Т: Р = 1:15 | 60 – 65 ммТ: Р = 1:12                             | 0,05Т: Р = 1:12       |
| Мінімальні похили  |                                                   |                        |                                                   |                       |
| Вугілля0 – 250 мм  | 90– 100 ммТ: Р = 1:7,5                            | 0,03Т: Р = 1:7,5       | 90– 100 ммТ: Р = 1:5                              | 0,015– 0,02Т: Р = 1:5 |
| Порода0 – 250 мм   | 0, 07                                             | 0, 07                  | 0,04                                              | 0,04                  |

Величини коефіцієнтів тертя для самопливного гідротранспорту

Самопливні транспортні установки використовують г.ч. для доставки матеріалів від вибоїв, а також для подачі вантажів до транспортних машин, бункерів та ін.
Прикладом гідравлічного самопливного транспорту є переміщення вугілля від вибою до акумулюючої ємності (зумпфа) системи гідравлічного підйому на гідрошахтах.